# 尼布楚河

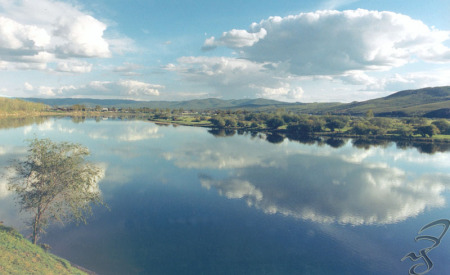
尼布楚河

涅尔恰河（羅馬化：reká Nércha，羅馬化：Nershüü gol），清代称尼布潮河（穆麟德轉寫：nibcoo bira）、尼布楚河（穆麟德轉寫：nibcu bira），是俄羅斯的河流，位於外貝加爾邊疆區，屬於石勒喀河的左支流，河道全長 580 公里，流域面積 27,500 平方公里，河流在 10 月至 4 月結冰，河畔城鎮有涅尔琴斯克（尼布楚）。